# Liste der Museen in Armenien
Dies ist eine unvollständige Liste der Museen in Armenien.

## In der Hauptstadt Jerewan
- Academia-Galerie (engl. Academia Gallery) der Armenischen Nationalen Akademie der Wissenschaften
- Aleksandr Spendiarjan-Hausmuseum (engl. Alexander Spendiaryan House Museum)
- Ara Sargsjan und Hakob Kodschojan-Hausmuseum (engl. Ara Sargsyan and Hakob Kojoyan House Museum)
- Aram Chatschaturjan-Hausmuseum (engl. Aram Khachaturyan House Museum)
- Ararat-Museum der Spirituosenfabrik Ararat (engl. Ararat Museum)
- Awetik Issahakjan-Hausmuseum (engl. Avetik Isahakyan House Museum)
- Armenisches Medizinisches Museum (engl. Armenian Medical Museum)
- Cafesjian-Kunstmuseum (engl. Cafesjian Center for the Arts)
- Charles-Aznavour-Center oberhalb der Kaskade von Jerewan
- Chatschatur Abowjan-Hausmuseum (engl. Khachatur Abovyan House Museum)
- Derenik Demirtschjan-Hausmuseum (engl. Derenik Demirchyan House Museum)
- Armenisches Eisenbahnmuseum der Südkaukasischen Eisenbahn
- Erebuni-Museum (engl. Erebuni Museum) bei der Festung Erebuni
- Ethnographisches Museum Armeniens (engl. Armenia Ethnography Museum)
- Fridtjof Nansen-Museum Jerewan (engl. Fridtjof Nansen Museum of Yerevan)
- Kalenz-Museum (Kunstmuseum) (engl. Galentz Museum)
- Geologisches Museum (Jerewan) (engl. Geological Museum after H. Karapetyan)
- Historisches Museum Armeniens (engl. History Museum of Armenia)
- Historisches Museum der ARF (engl. ARF History Museum)
- Historisches Museum Jerewan (Stadtgeschichte Jerewans) (engl. Yerevan History Museum)
- Howhannes Tumanjan-Museum (engl. Hovhannes Tumanyan Museum)
- Howsep Margarjan-Hausmuseum (engl. Hovsep Margaryan House Museum)
- Jerwand Kotschar-Museum (engl. Ervand Kochar Museum)
- Karmir Blur-Freilichtmuseum (archäologische Grabungsstätte) (engl. Karmir Blur)
- Kleiner Einstein-Wissenschaftsmuseum (für Kinder) (engl. Little Einstein Science Museum)
- Komitas-Museumsinstitut (engl. Komitas Museum-Institute)
- Martiros Sarjan-Hausmuseum (engl. Martiros Saryan House Museum)
- Matenadaran (Mesrop-Maschtoz-Institut für alte Manuskripte) (engl. Mesrop Mashtots Institute of Ancient Manuscripts)
- Museum der Druckerei (engl. The Museum of Printing)
- Museum der Fidahin-Bewegung "Sorawar Andranik" (engl. Museum of the Fidahin movement "Zoravar Andranik")
- Museum der Geschichte Jerewans (engl. Yerevan History Museum)
- Museum für Kinderkunst (engl. Children's Art Museum)
- Museum für Kommunikation (engl. Museum of Communications)
- Museum für Kunst des Nahen Ostens (engl. Middle East Art Museum)
- Museum für Moderne Kunst Jerewan (engl. Modern Art Museum of Yerevan)
- Museum der Naturgeschichte Armeniens (engl. Museum of Natural History of Armenia)
- Museum für Russische Kunst (engl. Museum of Russian Art)
- Museum der Volkskunst Armeniens (engl. Museum of Folk Art of Armenia)
- Museum für Wissenschaft und Technologie (engl. Science & Technology Museum)
- Mutter Armenien-Militärmuseum (engl. Mother Armenia Military Museum)
- Nationales Museumsinstitut für Architektur (engl. National Museum-Institute of Architecture named after Alexander Tamanian)
- Nationalgalerie Armeniens (engl. National Gallery of Armenia)
- Professor Ludwig Gharibdschanjan-Museum für die Geschichte der YSU (engl. YSU History Museum named after Professor Ludwig Gharibjanyan)
- Schengawit-Freilichtmuseum (archäologische Grabungsstätte) (engl. Shengavit Settlement)
- Sergei Paradschanow-Museum (engl. Sergei Parajanov Museum)
- Silwa Kaputikjan-Hausmuseum (engl. Silva Kaputikyan Home Museum)
- Studio-Museum von Giotto (Geworg Grigorjan) (engl. Studio-Museum of Giotto (Gevorg Grigorian))
- Tscharenz-Museum für Literatur und Kunst (engl. Charents Museum of Literature and Arts)
- Zizernakaberd (Gedenkstätte und Museum des Genozids an den Armeniern) (engl. Armenian Genocide Museum-Institute)
- Zoologisches Museumsinstitut (engl. Zoological Museum-Institute)

## Außerhalb von Jerewan
- Alawerdi-Kunstgalerie in Alawerdi (engl. Alaverdi Art Gallery)
- Historische Ausstellung und Naturreservat in Arpi
- Heimatmuseum und Kunstgalerie Dilidschan in Dilidschan (engl. Dilijan Local Lore Museum and Art Gallery)
- Dschermuk-Kunstgalerie in Dschermuk (engl. Jermuk Art Gallery)
- Etschmiadsin-Kunstgalerie in Wagharschapat (engl. Etchmiadzin Art Gallery)
- Geologiemuseum Gjumri (engl. Geology Museum of Gyumri)
- Gjumri-Museum für nationale Architektur und städtisches Leben (engl. Gyumri Museum of National Architecture and Urban Life)
- Festung Lori Berd-Freilichtmuseum
- Gawar-Kunstgalerie in Gawar (engl. Gavar Art Gallery after Hrachya Buniatyan)
- Museum zur historischen Universität von Gladsor
- Historisch-architektonische Ausstellung im Kloster Goschawank
- Historisches und Ethnografisches Museum von Etschmiadsin in Wagharschapat (engl. Historical and Ethnographic Museum of Ejmiatsin)
- Hrasdan-Kunstgalerie in Hrasdan (engl. Hrazdan Art Gallery)
- Jeghegnadsor-Kunstgalerie in Jeghegnadsor (engl. Yeghegnadzor Art Gallery)
- Martuni-Kunstgalerie in Martuni (engl. Martuni Art Gallery)
- Historisch-Archäologisches Museum Mezamor
- Museum von Mher Abeghjan (engl. Museum of Mher Abeghian)
- Minas Awetissjan-Museum im Dorf Dschadschur, Provinz Schirak (engl. Minas Avetisyan Museum)
- Museum der Illusionen Gjumri in Gjumri (engl. Museum of Illusions)
- Sissian-Kunstgalerie in Sissian (engl. Sisian Art Gallery)
- Swartnoz-Freilichtmuseum
- Tempel von Garni-Freilichtmuseum
- Wanadsor-Museum der Schönen Künste (engl. Vanadzor Museum of Fine Arts)
- Weinhistorisches Museum von Armenien in Sasunik (engl. Wine History Museum of Armenia)
- Zorakarer-Freilichtmuseum (archäologische Stätte)